# Revigliasco d'Asti
Revigliasco d'Asti, (Revijasch, Ariasch o Riasch en piemontès) és un municipi situat al territori de la província d'Asti, a la regió del Piemont (Itàlia).
Limita amb els municipis d'Asti, Antignano, Celle Enomondo i Isola d'Asti.
Pertanyen al municipi les frazioni de Bricco Novara, Castellero,Valle Mongogno,Bricco Manina i Salairolo.